# Alexandre Collette
Pour les articles homonymes, voir Collette (homonymie).
Alexandre Collette, né le 10 octobre 1814 à Arras et mort le 29 décembre 1876 à Paris, est un peintre, graveur et lithographe français.

## Biographie

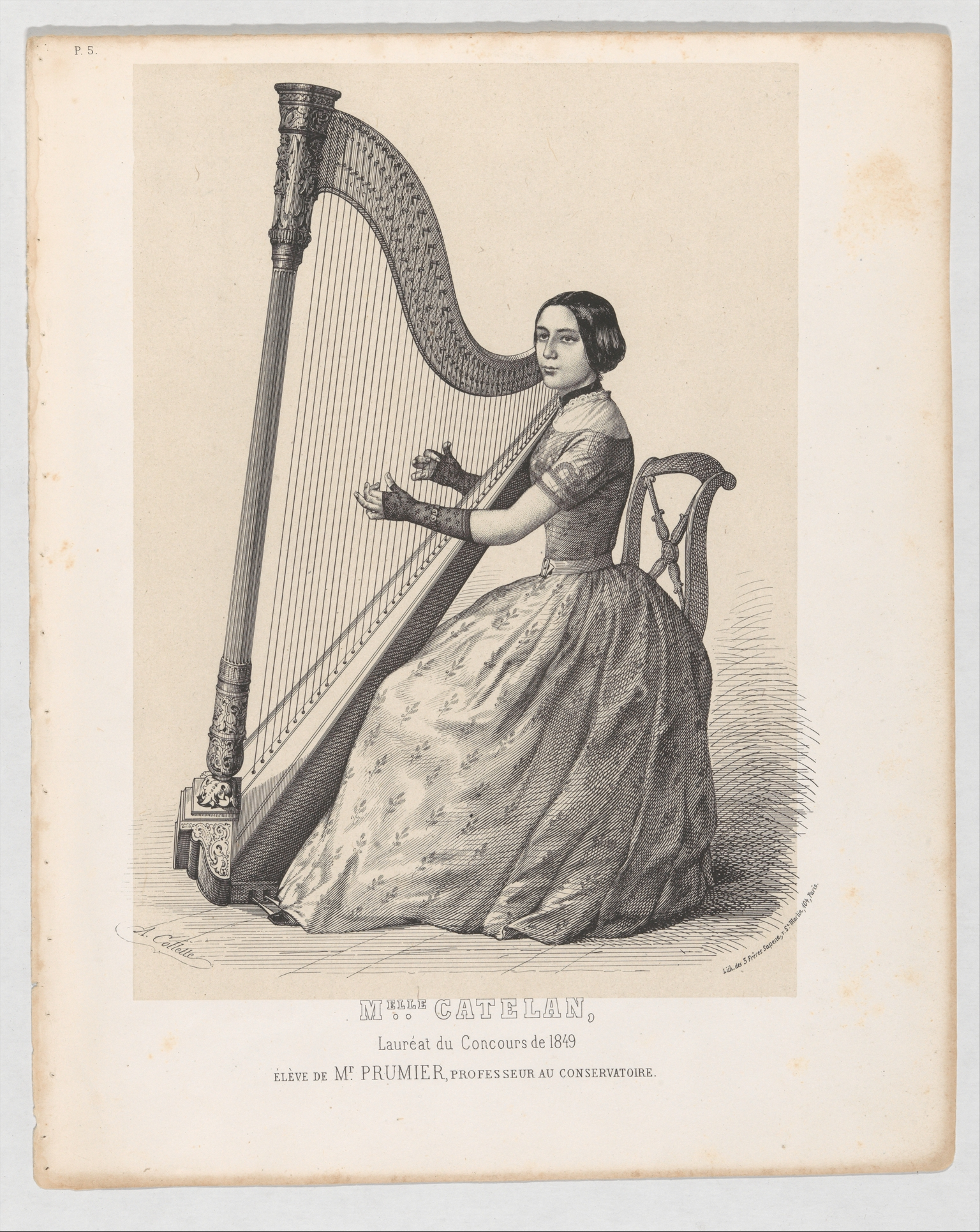
Lithographie d'une série d'instruments de musique (1850, Metropolitan Museum of Art).

Alexandre-Désiré Collette est le fils de Joseph Collette, marchand de vin, et de Julie Pelletier.
En 1844, il expose au Salon sa lithographie de La Sainte Famille de Raphaël.
Il épouse Victorine Hochquertel (1822-1864). Leur fille Justine (1850-1937) épousera en 1868 Charles Beauquier.
Il est mort à son domicile de la rue des Martyrs à l'âge de 62 ans.